# Os 12 Trabalhos
Os 12 Trabalhos é um filme brasileiro, do gênero drama, produzido em 2007 e dirigido por Ricardo Elias.

## Sinopse
Heracles é um jovem negro, que vive na periferia de São Paulo e que gosta de desenhar. Há 2 meses ele deixou a Febem e agora procura uma ocupação. Por indicação de seu primo Jonas, Heracles passa a trabalhar como motoboy. Em seu período de experiência ele precisa realizar 12 tarefas pela cidade de São Paulo. Para realizá-las Heracles precisa lidar com o preconceito, a burocracia e sua própria falta de malícia no novo serviço.[carece de fontes?]

## Elenco
- Sidney Santiago .... Héracles
- Flávio Bauraqui .... Jonas
- Vera Mancini .... Roseli
- Vanessa Giácomo .... Simone
- Francisca Queiroz .... Francisca
- Cynthia Falabella .... Gêmeas
- Cacá Carvalho .... Sr. Ernesto
- Lucinha Lins .... Carmem
- Luiz Baccelli .... Seu Moreira
- André Luís Patrício .... Maguila
- Eduardo Mancini .... Mano Véio
- Ígor Zuvela .... Enfermeiro
- Luciano Carvalho .... Doze Pino
- Thiago Moraes .... Marcinho
- Paulo Américo .... Catatau
- Da Lapa .... Porteiro
- Manoelita Lustosa .... D. Cleide
- Carlos Meceni .... Dr. Souza
- Marino Varesio .... Adriano
- Thaís Trulio .... Diana
- Marcelo Pio .... Flávio
- Guilherme Santos Alencar .... Armstrong
- Daniel Amorim .... Natanael
- Kelvin Christian .... Pepe
- Giovanni Delgado .... Joilson
- Sérgio Mastropasqua .... Guarda Gonçalves
- Giulio Lopes .... Guarda
- Luiz Amorim .... Guarda
- Miriam Amadeo .... Menina abduzida
- Yara de Novaes .... Mãe
- Raíssa Medeiros .... Menina
- Maya Hasegawa .... Chinesa do restaurante